# Elecciones municipales de Huaura de 2010
Las elecciones municipales de Huaura de 2010 se llevaron a cabo el 3 de octubre de 2010 para elegir al alcalde y al Concejo Provincial de Huaura. La elección se celebró simultáneamente con elecciones regionales y municipales (provinciales y distritales) en todo el Perú.

## Sistema electoral
La Municipalidad Provincial de Huaura es el órgano administrativo y de gobierno de la provincia de Huaura. Está compuesta por el alcalde y el Concejo Provincial.
La votación del alcalde y el concejo se realiza en base al sufragio universal, que comprende a todos los ciudadanos nacionales y no nacionales mayores de dieciocho años, empadronados y residentes en la provincia de Huaura y en pleno goce de sus derechos políticos.
El Concejo Provincial de Huaura está compuesto por 11 regidores elegidos por sufragio directo para un período de cuatro (4) años, en forma conjunta con la elección del alcalde (quien lo preside). La votación es por lista cerrada y bloqueada. Se asigna a la lista ganadora los escaños según el método d'Hondt o la mitad más uno, lo que más le favorezca.

## Composición del Concejo Provincial de Huaura
La siguiente tabla muestra la composición del Concejo Provincial de Huaura antes de las elecciones.
| Partidos | Partidos                                        | Regidores |
| -------- | ----------------------------------------------- | --------- |
|          | Concertación para el Desarrollo Regional - Lima | 7         |
|          | Confianza Perú                                  | 1         |
|          | Partido Aprista Peruano                         | 1         |
|          | Coordinadora Nacional de Independientes         | 1         |
|          | Somos Perú                                      | 1         |

## Resultados

### Sumario general
|                      | Alianza para el Progreso (APP)                                                | 22,777  | 22.23 | Nuevo | 7  | +7 |  |  |
|                      | Concertación para el Desarrollo Regional - Lima (CDR)                         | 22,384  | 21.85 | –2.58 | 2  | –5 |  |  |
|                      | Lista Independiente N° 1 Militantes Organizados para el Desarrollo Provincial | 15,591  | 15.22 | n/a   | 2  | +2 |  |  |
|                      | Partido Aprista Peruano (APRA)                                                | 7,749   | 7.56  | –7.13 | 0  | –1 |  |  |
|                      | Colectivo Ciudadano Confianza Perú (Confianza Perú)                           | 6,286   | 6.14  | n/a   | 0  | –1 |  |  |
|                      | PADIN - Movimiento Independiente Regional (PADIN)                             | 6,275   | 6.12  | Nuevo | 0  | ±0 |  |  |
|                      | Fuerza 2011 (F2011)                                                           | 5,582   | 5.45  | Nuevo | 0  | ±0 |  |  |
|                      | Fonavistas del Perú (FDP)                                                     | 3,855   | 3.76  | Nuevo | 0  | ±0 |  |  |
|                      | Fuerza Regional (FR)                                                          | 3,004   | 2.93  | Nuevo | 0  | ±0 |  |  |
|                      | Perú Posible (PP)                                                             | 2,765   | 2.70  | n/a   | 0  | ±0 |  |  |
|                      | Patria Joven (PJ)                                                             | 1,982   | 1.93  | Nuevo | 0  | ±0 |  |  |
|                      | Partido Popular Cristiano (PPC)                                               | 1,656   | 1.62  | n/a   | 0  | ±0 |  |  |
|                      | Unión por el Perú (UPP)                                                       | 1,462   | 1.43  | –2.62 | 0  | ±0 |  |  |
|                      | Partido Humanista Peruano (PHP)                                               | 707     | 0.69  | Nuevo | 0  | ±0 |  |  |
|                      | Integración Regional (IR)                                                     | 376     | 0.37  | Nuevo | 0  | ±0 |  |  |
|                      |                                                                               |         |       |       |    |    |  |  |
| Total                | Total                                                                         | 102,451 |       |       | 11 | ±0 |  |  |
|                      |                                                                               |         |       |       |    |    |  |  |
| Votos válidos        | Votos válidos                                                                 | 102,451 | 81.94 | –3.61 |    |    |  |  |
| Votos en blanco      | Votos en blanco                                                               | 11,992  | 9.59  | +1.26 |    |    |  |  |
| Votos nulos          | Votos nulos                                                                   | 10,583  | 8.46  | +2.34 |    |    |  |  |
| Votos emitidos       | Votos emitidos                                                                | 125,026 | 88.30 | –1.07 |    |    |  |  |
| Abstenciones         | Abstenciones                                                                  | 16,570  | 11.70 | +1.07 |    |    |  |  |
| Votantes registrados | Votantes registrados                                                          | 141,596 |       |       |    |    |  |  |
|                      |                                                                               |         |       |       |    |    |  |  |
| Fuente:              |                                                                               |         |       |       |    |    |  |  |

## Elecciones municipales distritales

### Resultados por distrito
La siguiente tabla enumera el control de los distritos de la provincia de Huaura. El cambio de mando de una organización política se resalta del color de ese partido.
| Distrito          | Alcalde(sa) titular         | Partido político | Partido político                | Alcalde(sa) electo(a)                          | Partido político                               | Partido político                               |
| ----------------- | --------------------------- | ---------------- | ------------------------------- | ---------------------------------------------- | ---------------------------------------------- | ---------------------------------------------- |
| Ámbar             | Rubén Fuentes Rivera Caldas |                  | Concertación para el Desarrollo | Lucio Alor Garay                               |                                                | Concertación para el Desarrollo                |
| Caleta de Carquín | Juana Ramos Ramos           |                  | Unidad Nacional                 | Mirtha Bazalar López                           |                                                | PADIN                                          |
| Checras           | Héctor Pizarro Medina       |                  | Partido Aprista Peruano         | Héctor Pizarro Medina                          |                                                | Partido Aprista Peruano                        |
| Hualmay           | Crispulo Jara Salazar       |                  | Concertación para el Desarrollo | Crispulo Jara Salazar                          |                                                | Concertación para el Desarrollo                |
| Huaura            | Jacinto Romero Trujillo     |                  | Coordinadora Nacional           | Jacinto Romero Trujillo                        |                                                | Concertación para el Desarrollo                |
| Leoncio Prado     | Valentín Torres Pacheco     |                  | Restauración Nacional           | Máximo Carmín Barreto                          |                                                | Militantes Organizados                         |
| Paccho            | Jaime Granados Mejía        |                  | Partido Aprista Peruano         | Elecciones municipales complementarias de 2011 | Elecciones municipales complementarias de 2011 | Elecciones municipales complementarias de 2011 |
| Santa Leonor      | Teodulo García Flores       |                  | Partido Nacionalista Peruano    | Héctor Torres de la Cruz                       |                                                | Alianza para el Progreso                       |
| Santa María       | Víctor Zegarra Fernández    |                  | Partido Aprista Peruano         | Juan García Romero                             |                                                | Confianza Perú                                 |
| Sayán             | Fernando Marquez Trinidad   |                  | Trabajemos por Sayán            | Félix Esteban Aquino                           |                                                | Partido Aprista Peruano                        |
| Végueta           | José Li Nonato              |                  | Concertación para el Desarrollo | José Li Nonato                                 |                                                | Perú Posible                                   |